# Brachytheciastrum vanekii
Brachytheciastrum vanekii là một loài Rêu trong họ Brachytheciaceae. Loài này được (Šmarda) Ochyra & Żarnowiec mô tả khoa học đầu tiên năm 2003.